# Le Sud-Ouest
Le Sud-Ouest – jedna z dziewiętnastu dzielnic Montrealu. Jej nazwa (dosłownie: południowy zachód) odnosi się do jej położenia na południowy zachód od centrum Montrealu.